# Дмитриево (Полянское сельское поселение)
Дмитриево — село в Скопинском районе Рязанской области России, входит в состав Полянского сельского поселения.

## География
Село расположено на берегу реки Вёрда в 12 км на север от центра поселения села Поляны и в 10 км на юг от райцентра города Скопин. 

## История
История села непосредственно связана с историей расположенного близ села Димитриево-Скопинского мужского монастыря, основанного в 1631 году.
В XIX — начале XX века село входило в состав Полянской волости Скопинского уезда Рязанской губернии. В 1906 году в селе было 156 дворов.
С 1929 года село являлось центром Дмитриевского сельсовета Скопинского района Рязанского округа Московской области, с 1937 года — в составе Рязанской области, с 1956 года — в составе Ермоловского сельсовета, с 2005 года — в составе Полянского сельского поселения.

## Население
| 1859 | 1897  | 1906  | 2010 |
| ---- | ----- | ----- | ---- |
| 583  | ↗1024 | ↗1083 | ↘39  |

## Достопримечательности
Близ села расположен Димитриево-Скопинский монастырь.